# Eibert Tiefbrunn

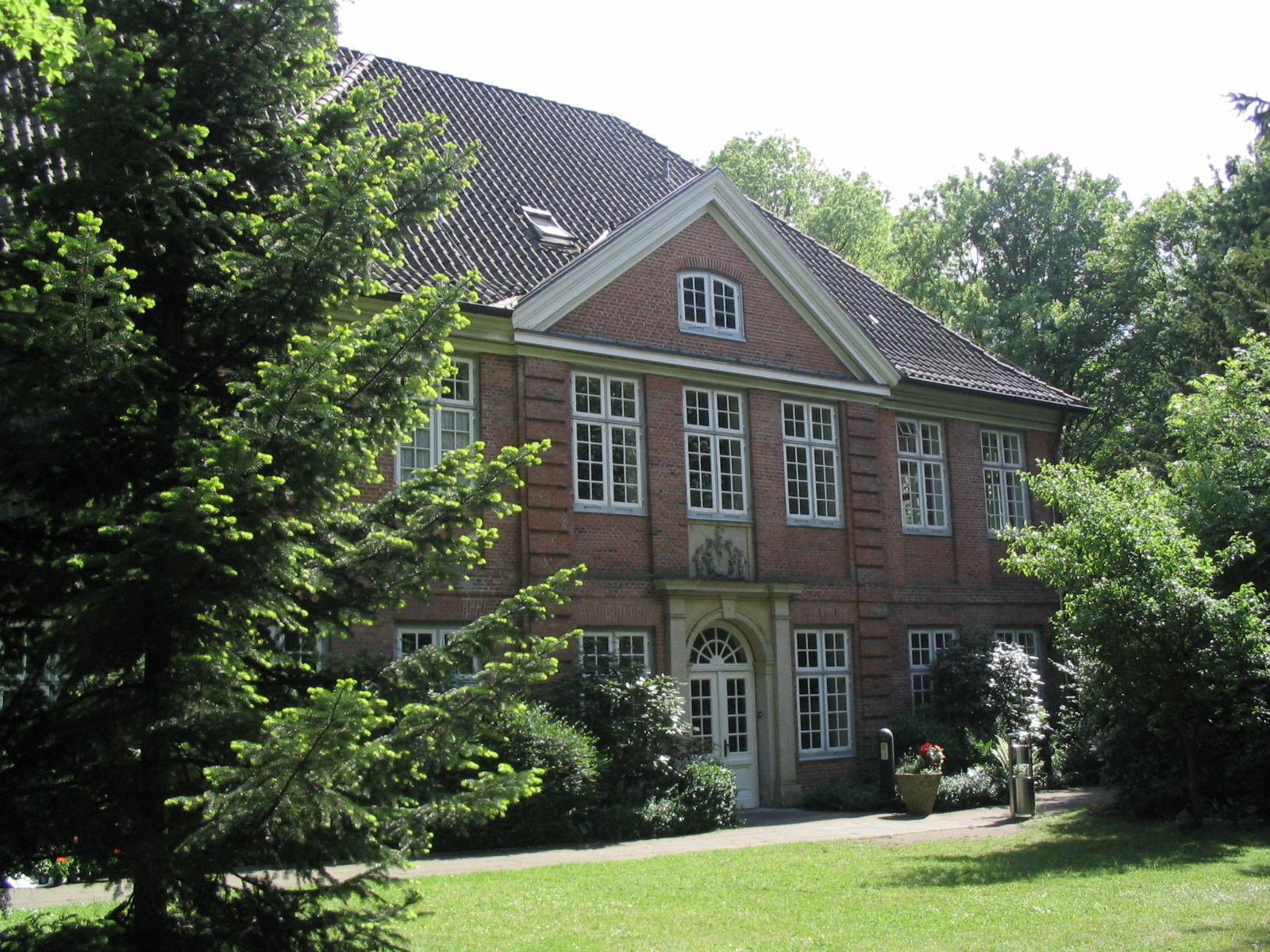
Frustberghaus mit Wappen Eibert Tiefbrunns

Eibert Tiefbrunn (* 1644 in Hamburg; † 12. April 1712 ebenda) war ein Hamburger Kaufmann, Politiker und Oberalter.
Er wurde 1685 zur Revision der Weinakzise-Ordnung deputiert, 1687 Bürgerkapitän, 1688 an die Bierakzise gewählt, 1690 Jurat sowie Kammereibürger, 1707 Obristleutnant und 1710 Oberalter. Sein Sohn Eibert Tiefbrunn der Jüngere war ebenfalls Oberalter in Hamburg. Seine Tochter Anna Magdalena war mit dem Kaufmann Jürgen Friedrich Boedecker verheiratet.
Das Frustberghaus in Groß Borstel, seit 1962 offiziell Stavenhagenhaus, wurde 1703 für ihn gebaut. Sein Wappen ist noch heute über der Tür zu finden.